# Élections législatives de 2022 en Dordogne
Les élections législatives françaises de 2022 se déroulent les 12 et 19 juin 2022. Dans la Dordogne, quatre députés sont à élire dans le cadre de quatre circonscriptions.

## Résultats de l'élection présidentielle de 2022 par circonscription
| Circonscription | 1er tour | 1er tour | 1er tour  |         | 2d tour | 2d tour |
| Circonscription | Macron   | Le Pen   | Mélenchon | Macron  | Le Pen  |         |
| --------------- | -------- | -------- | --------- | ------- | ------- | ------- |
| Circonscription |          |          |           |         |         |         |
| 1re             | 24,51 %  | 25,32 %  | 20,85 %   | 52,77 % | 47,23 % |         |
| 2e              | 23,80 %  | 27,63 %  | 18,45 %   | 49,78 % | 50,22 % |         |
| 3e              | 23,32 %  | 26,81 %  | 20,00 %   | 50,31 % | 49,69 % |         |
| 4e              | 23,34 %  | 23,42 %  | 21,75 %   | 53,04 % | 46,96 % |         |

## Système électoral
Les élections législatives ont lieu au scrutin uninominal majoritaire à deux tours dans des circonscriptions uninominales.
Est élu au premier tour le candidat qui réunit la majorité absolue des suffrages exprimés et un nombre de voix au moins égal au quart (25 %) des électeurs inscrits dans la circonscription. Si aucun des candidats ne satisfait ces conditions, un second tour est organisé entre les candidats ayant réuni un nombre de voix au moins égal à un huitième des inscrits (12,5 %) ; les deux candidats arrivés en tête du premier tour se maintiennent néanmoins par défaut si un seul ou aucun d'entre eux n'a atteint ce seuil. Au second tour, le candidat arrivé en tête est déclaré élu.
Le seuil de qualification basé sur un pourcentage du total des inscrits et non des suffrages exprimés rend plus difficile l'accès au second tour lorsque l'abstention est élevée. Le système permet en revanche l'accès au second tour de plus de deux candidats si plusieurs d'entre eux franchissent le seuil de 12,5 % des inscrits. Les candidats en lice au second tour peuvent ainsi être trois, un cas de figure appelé « triangulaire ». Les second tours où s'affrontent quatre candidats, appelés « quadrangulaire » sont également possibles, mais beaucoup plus rares.

### Partis et nuances
Les résultats des élections sont publiés en France par le ministère de l'Intérieur, qui classe les partis en leur attribuant des nuances politiques. Ces dernières sont décidées par les préfets, qui les attribuent indifféremment de l'étiquette politique déclarée par les candidats, qui peut être celle d'un parti ou une candidature sans étiquette.
En 2022, seules les coalitions Ensemble (ENS) et Nouvelle Union populaire écologique et sociale (NUP), ainsi que le Parti radical de gauche (RDG), l'Union des démocrates et indépendants (UDI), Les Républicains (LR), le Rassemblement national (RN) et Reconquête (REC) se voient attribuer  une nuance propre,,.
Tous les autres partis se voient attribuer l'une ou l'autre des nuances suivantes : DXG (divers extrême gauche), DVG (divers gauche), ECO (écologiste), REG (régionaliste), DVC (divers centre), DVD (divers droite), DSV (droite souverainiste) et DXD (divers extrême droite). Des partis comme Debout la France ou Lutte ouvrière ne disposent ainsi pas de nuance propre, et leurs résultats nationaux ne sont pas publiés séparément par le ministère, car mélangés avec d'autres partis (respectivement dans les nuances DSV et DXG),.

## Résultats

### Élus
| Circonscription | Député sortant         | Parti | Parti      | Député élu ou réélu    | Parti | Parti |
| --------------- | ---------------------- | ----- | ---------- | ---------------------- | ----- | ----- |
| 1re             | Philippe Chassaing     |       | LREM - TdP | Pascale Martin         |       | LFI   |
| 2e              | Michel Delpon          |       | LREM       | Serge Muller           |       | RN    |
| 3e              | Jean-Pierre Cubertafon |       | MoDem      | Jean-Pierre Cubertafon |       | MoDem |
| 4e              | Jacqueline Dubois      |       | LREM       | Sébastien Peytavie     |       | G.s   |

### Analyse
Alors que l'abstention au niveau national a atteint 53,77 % au second tour, les électeurs du département se sont plus mobilisés, avec une abstention à 46,02 %.
Sur les quatre députés sortants, seul Jean-Pierre Cubertafon (MoDem) se fait réélire. Les trois autres (LREM) sont battus au second tour par deux candidats de la Nupes, Pascale Martin et Sébastien Peytavie, et un du RN, Serge Muller.

### Résultats à l'échelle du département

#### Résultats par coalition
| Parti et coalition                                           | Parti et coalition                                           | Parti et coalition                | Premier tour | Premier tour | Premier tour | Second tour   | Second tour   | Second tour | Total Sièges  | +/-           |  |
| Parti et coalition                                           | Parti et coalition                                           | Parti et coalition                | Voix         | %            | Sièges       | Voix          | %             | Sièges      | Total Sièges  | +/-           |  |
| ------------------------------------------------------------ | ------------------------------------------------------------ | --------------------------------- | ------------ | ------------ | ------------ | ------------- | ------------- | ----------- | ------------- | ------------- |  |
|                                                              |                                                              | La France insoumise (LFI)         | 19 059       | 11,16        | 0            | 18 366        | 11,80         | 1           | 1             | 1             |  |
|                                                              | Génération.s (G.s)                                           | 12 787                            | 7,49         | 0            | 24 233       | 15,57         | 1             | 1           | Nv            |               |  |
|                                                              | Parti ouvrier indépendant (POI)                              | 8 937                             | 5,24         | 0            | 13 335       | 8,57          | 0             | 0           | Nv            |               |  |
| Total Nouvelle Union populaire écologique et sociale (NUPES) | Total Nouvelle Union populaire écologique et sociale (NUPES) | 40 783                            | 23,89        | 0            | 55 934       | 35,93         | 2             | 2           | 2             |               |  |
|                                                              | Rassemblement national (RN)                                  | Rassemblement national (RN)       | 35 648       | 20,88        | 0            | 30 382        | 19,52         | 1           | 1             | 1             |  |
|                                                              |                                                              | La République en marche (LREM)    | 18 283       | 10,71        | 0            | 35 614        | 22,88         | 0           | 0             | 3             |  |
|                                                              | Mouvement démocrate (MoDem)                                  | 8 796                             | 5,15         | 0            | 14 284       | 9,18          | 1             | 1           | en stagnation |               |  |
| Total Ensemble (ENS)                                         | Total Ensemble (ENS)                                         | 27 079                            | 15,86        | 0            | 49 898       | 32,06         | 1             | 1           | 3             |               |  |
|                                                              | Dissidents NUPES                                             | Dissidents NUPES                  | 21 030       | 12,32        | 0            |               |               |             | 0             | en stagnation |  |
|                                                              |                                                              | Les Républicains (LR)             | 16 138       | 9,45         | 0            | 0             | en stagnation |             |               |               |  |
| Total Union de la droite et du centre (UDC)                  | Total Union de la droite et du centre (UDC)                  | 16 138                            | 9,45         | 0            | 0            | en stagnation |               |             |               |               |  |
|                                                              |                                                              | Alliance centriste (AC)           | 9 958        | 5,83         | 0            | 19 445        | 12,49         | 0           | 0             | en stagnation |  |
| Total Les écologistes avec la majorité présidentielle (ÉMP)  | Total Les écologistes avec la majorité présidentielle (ÉMP)  | 9 958                             | 5,83         | 0            | 19 445       | 12,49         | 0             | 0           | en stagnation |               |  |
|                                                              | Reconquête (REC)                                             | Reconquête (REC)                  | 6 590        | 3,86         | 0            |               |               |             | 0             | Nv            |  |
|                                                              | Parti animaliste (PA)                                        | Parti animaliste (PA)             | 2 421        | 1,42         | 0            | 0             | Nv            |             |               |               |  |
|                                                              | Dissidents Ensemble                                          | Dissidents Ensemble               | 2 291        | 1,34         | 0            | 0             | Nv            |             |               |               |  |
|                                                              | Le Mouvement de la ruralité (LMR)                            | Le Mouvement de la ruralité (LMR) | 2 121        | 1,24         | 0            | 0             | Nv            |             |               |               |  |
|                                                              | Lutte ouvrière (LO)                                          | Lutte ouvrière (LO)               | 1 530        | 0,90         | 0            | 0             | en stagnation |             |               |               |  |
|                                                              |                                                              | Partit occitan (POC)              | 1 254        | 0,73         | 0            | 0             | en stagnation |             |               |               |  |
| Total Régions et peuples solidaires (R&PS)                   | Total Régions et peuples solidaires (R&PS)                   | 1 254                             | 0,73         | 0            | 0            | en stagnation |               |             |               |               |  |
|                                                              | Écologie au centre (ÉAC)                                     | Écologie au centre (ÉAC)          | 782          | 0,46         | 0            | 0             | en stagnation |             |               |               |  |
|                                                              | Parti radical de gauche (PRG)                                | Parti radical de gauche (PRG)     | 775          | 0,45         | 0            | 0             | Nv            |             |               |               |  |
|                                                              |                                                              | Les Patriotes (LP)                | 732          | 0,43         | 0            | 0             | Nv            |             |               |               |  |
| Total Union pour la France (UPF)                             | Total Union pour la France (UPF)                             | 732                               | 0,43         | 0            | 0            | en stagnation |               |             |               |               |  |
|                                                              | Autres partis                                                | Autres partis                     | 1 288        | 0,75         | 0            | 0             | en stagnation |             |               |               |  |
|                                                              | Sans étiquette (SE)                                          | Sans étiquette (SE)               | 290          | 0,17         | 0            | 0             | en stagnation |             |               |               |  |
|                                                              |                                                              |                                   |              |              |              |               |               |             |               |               |  |
| Suffrages exprimés                                           | Suffrages exprimés                                           | Suffrages exprimés                | 170 710      | 97,02        |              | 155 659       | 90,32         |             |               |               |  |
| Votes blancs                                                 | Votes blancs                                                 | Votes blancs                      | 3 177        | 1,81         | 10 374       | 6,02          |               |             |               |               |  |
| Votes nuls                                                   | Votes nuls                                                   | Votes nuls                        | 2 062        | 1,17         | 6 312        | 3,66          |               |             |               |               |  |
| Total                                                        | Total                                                        | Total                             | 175 949      | 100          | 0            | 172 345       | 100           | 4           | 4             | en stagnation |  |
| Abstentions                                                  | Abstentions                                                  | Abstentions                       | 143 379      | 44,90        |              | 146 937       | 46,02         |             |               |               |  |
| Inscrits/Participation                                       | Inscrits/Participation                                       | Inscrits/Participation            | 319 328      | 55,10        | 319 282      | 53,98         |               |             |               |               |  |

#### Résultats par nuance
| Nuance                 | Nuance                                         | Nuance                 | Premier tour | Premier tour | Premier tour | Second tour | Second tour   | Second tour | Total Sièges | +/-           |  |
| Nuance                 | Nuance                                         | Nuance                 | Voix         | %            | Sièges       | Voix        | %             | Sièges      | Total Sièges | +/-           |  |
| ---------------------- | ---------------------------------------------- | ---------------------- | ------------ | ------------ | ------------ | ----------- | ------------- | ----------- | ------------ | ------------- |  |
|                        | Nouvelle Union populaire écologique et sociale | NUP                    | 40 783       | 23,89        | 0            | 55 934      | 35,93         | 2           | 2            | 2             |  |
|                        | Rassemblement national                         | RN                     | 35 648       | 20,88        | 0            | 30 382      | 19,52         | 1           | 1            | 1             |  |
|                        | Ensemble !                                     | ENS                    | 27 079       | 15,86        | 0            | 49 898      | 32,06         | 1           | 1            | 3             |  |
|                        | Divers gauche                                  | DVG                    | 21 320       | 12,49        | 0            |             |               |             | 0            | en stagnation |  |
|                        | Les Républicains                               | LR                     | 16 138       | 9,45         | 0            | 0           | en stagnation |             |              |               |  |
|                        | Divers centre                                  | DVC                    | 12 249       | 7,18         | 0            | 19 445      | 12,49         | 0           | 0            | Nv            |  |
|                        | Reconquête                                     | REC                    | 6 590        | 3,86         | 0            |             |               |             | 0            | Nv            |  |
|                        | Ecologistes                                    | ECO                    | 3 203        | 1,88         | 0            | 0           | en stagnation |             |              |               |  |
|                        | Divers droite                                  | DVD                    | 2 121        | 1,24         | 0            | 0           | en stagnation |             |              |               |  |
|                        | Droite souverainiste                           | DSV                    | 1 539        | 0,90         | 0            | 0           | en stagnation |             |              |               |  |
|                        | Divers extrême gauche                          | DXG                    | 1 530        | 0,90         | 0            | 0           | en stagnation |             |              |               |  |
|                        | Régionaliste                                   | REG                    | 1 254        | 0,73         | 0            | 0           | en stagnation |             |              |               |  |
|                        | Parti radical de gauche                        | RDG                    | 775          | 0,45         | 0            | 0           | Nv            |             |              |               |  |
|                        | Divers                                         | DIV                    | 481          | 0,28         | 0            | 0           | en stagnation |             |              |               |  |
|                        |                                                |                        |              |              |              |             |               |             |              |               |  |
| Suffrages exprimés     | Suffrages exprimés                             | Suffrages exprimés     | 170 710      | 97,02        |              | 155 659     | 89,11         |             |              |               |  |
| Votes blancs           | Votes blancs                                   | Votes blancs           | 3 177        | 1,81         | 10 374       | 6,77        |               |             |              |               |  |
| Votes nuls             | Votes nuls                                     | Votes nuls             | 2 062        | 1,17         | 6 312        | 4,12        |               |             |              |               |  |
| Total                  | Total                                          | Total                  | 175 949      | 100          | 0            | 172 345     | 100           | 4           | 4            | en stagnation |  |
| Abstentions            | Abstentions                                    | Abstentions            | 143 379      | 44,90        |              | 146 937     | 46,02         |             |              |               |  |
| Inscrits/Participation | Inscrits/Participation                         | Inscrits/Participation | 319 328      | 55,10        | 319 282      | 53,98       |               |             |              |               |  |

### Résultats par circonscription

#### Première circonscription
Député sortant : Philippe Chassaing (La République en marche - Territoires de progrès).
| Candidat                 | Candidat                 | Parti et coalition       | Nuance                   | Premier tour | Premier tour | Second tour | Second tour |
| Candidat                 | Candidat                 | Parti et coalition       | Nuance                   | Voix         | %            | Voix        | %           |
| ------------------------ | ------------------------ | ------------------------ | ------------------------ | ------------ | ------------ | ----------- | ----------- |
|                          | Pascale Martin,          | LFI (NUPES)              | NUP                      | 9 845        | 24,33        | 18 366      | 51,85       |
|                          | Philippe Chassaing       | LREM - TdP (ENS)         | ENS                      | 8 692        | 21,48        | 17 053      | 48,15       |
|                          | Williams Ambroise        | RN                       | RN                       | 8 209        | 20,29        |             |             |
|                          | Elisabeth Marty          | LR (UDC)                 | LR                       | 4 915        | 12,15        |             |             |
|                          | Floran Vadillo,          | PS diss.                 | DVG                      | 4 360        | 10,78        |             |             |
|                          | Pascale Léger            | REC                      | REC                      | 1 572        | 3,89         |             |             |
|                          | Cécile Chrétien          | ÉAC                      | ECO                      | 782          | 1,93         |             |             |
|                          | Patrice Reboul           | PRG                      | RDG                      | 775          | 1,92         |             |             |
|                          | Emmanuelle Jean          | PA                       | ECO                      | 580          | 1,43         |             |             |
|                          | Isabelle Leglu           | LMR                      | DVD                      | 400          | 0,99         |             |             |
|                          | Lise Khelfaoui           | LO                       | DXG                      | 330          | 0,82         |             |             |
|                          | Pierre Melo              | SE                       | DIV                      | 0            | 0,00         |             |             |
|                          |                          |                          |                          |              |              |             |             |
| Votes valides            | Votes valides            | Votes valides            | Votes valides            | 40 460       | 97,13        | 35 419      | 88,66       |
| Votes blancs             | Votes blancs             | Votes blancs             | Votes blancs             | 704          | 1,69         | 2 671       | 6,69        |
| Votes nuls               | Votes nuls               | Votes nuls               | Votes nuls               | 491          | 1,18         | 1 859       | 4,65        |
| Total                    | Total                    | Total                    | Total                    | 41 655       | 100          | 39 949      | 100         |
| Abstention               | Abstention               | Abstention               | Abstention               | 36 211       | 46,50        | 37 874      | 48,67       |
| Inscrits / participation | Inscrits / participation | Inscrits / participation | Inscrits / participation | 77 866       | 53,50        | 77 823      | 51,33       |

#### Deuxième circonscription
Député sortant : Michel Delpon (La République en marche).
| Candidat                 | Candidat                 | Parti et coalition       | Nuance                   | Premier tour | Premier tour | Second tour | Second tour |
| Candidat                 | Candidat                 | Parti et coalition       | Nuance                   | Voix         | %            | Voix        | %           |
| ------------------------ | ------------------------ | ------------------------ | ------------------------ | ------------ | ------------ | ----------- | ----------- |
|                          | Serge Muller             | RN                       | RN                       | 10 338       | 23,77        | 18 891      | 50,44       |
|                          | Michel Delpon            | LREM (ENS)               | ENS                      | 9 591        | 22,05        | 18 561      | 49,56       |
|                          | Michèle Roux,            | LFI (NUPES)              | NUP                      | 9 214        | 21,19        |             |             |
|                          | Christophe Cathus        | PS diss.                 | DVG                      | 6 384        | 14,68        |             |             |
|                          | Aurélien Delfour         | LR (UDC)                 | LR                       | 2 961        | 6,81         |             |             |
|                          | Nathalie Ballerand       | REC                      | REC                      | 2 149        | 4,94         |             |             |
|                          | Amandine Legros          | LMR                      | DVD                      | 985          | 2,27         |             |             |
|                          | Hervé Prats              | P                        | DSV                      | 807          | 1,86         |             |             |
|                          | Cédric Ulian             | PA                       | ECO                      | 621          | 1,43         |             |             |
|                          | Jonathan Almosnino       | LO                       | DXG                      | 437          | 1,00         |             |             |
|                          |                          |                          |                          |              |              |             |             |
| Votes valides            | Votes valides            | Votes valides            | Votes valides            | 43 487       | 97,45        | 37 452      | 87,84       |
| Votes blancs             | Votes blancs             | Votes blancs             | Votes blancs             | 688          | 1,54         | 3 502       | 8,21        |
| Votes nuls               | Votes nuls               | Votes nuls               | Votes nuls               | 448          | 1,00         | 1 681       | 3,94        |
| Total                    | Total                    | Total                    | Total                    | 44 623       | 100          | 42 635      | 100         |
| Abstention               | Abstention               | Abstention               | Abstention               | 39 679       | 47,07        | 41 662      | 49,42       |
| Inscrits / participation | Inscrits / participation | Inscrits / participation | Inscrits / participation | 84 302       | 52,93        | 84 297      | 50,58       |

#### Troisième circonscription
Député sortant : Jean-Pierre Cubertafon (Mouvement démocrate).
| Candidat                 | Candidat                 | Parti et coalition       | Nuance                   | Premier tour | Premier tour | Second tour | Second tour |
| Candidat                 | Candidat                 | Parti et coalition       | Nuance                   | Voix         | %            | Voix        | %           |
| ------------------------ | ------------------------ | ------------------------ | ------------------------ | ------------ | ------------ | ----------- | ----------- |
|                          | Cyril Girardeau,         | POI (NUPES)              | NUP                      | 8 937        | 23,68        | 13 335      | 34,10       |
|                          | Jean-Pierre Cubertafon   | MoDem (ENS)              | ENS                      | 8 796        | 23,31        | 14 284      | 36,52       |
|                          | Florence Joubert         | RN                       | RN                       | 8 477        | 22,46        | 11 491      | 29,38       |
|                          | Martial Peyrouny         | PS diss.                 | DVG                      | 3 615        | 9,58         |             |             |
|                          | Guillaume Gardillou      | LREM diss.               | DVC                      | 2 291        | 6,07         |             |             |
|                          | Myriam Thomasson         | LR (UDC)                 | LR                       | 2 160        | 5,72         |             |             |
|                          | Antoine Coutou           | REC                      | REC                      | 1 358        | 3,60         |             |             |
|                          | Laurence Desmartin       | LMR                      | DVD                      | 736          | 1,95         |             |             |
|                          | Céline Laval             | PA                       | ECO                      | 495          | 1,31         |             |             |
|                          | Adélaïde Jorand          | TDU                      | DIV                      | 481          | 1,27         |             |             |
|                          | Jacques Decoupy          | LO                       | DXG                      | 396          | 1,05         |             |             |
|                          |                          |                          |                          |              |              |             |             |
| Votes valides            | Votes valides            | Votes valides            | Votes valides            | 37 742       | 96,17        | 39 110      | 96,03       |
| Votes blancs             | Votes blancs             | Votes blancs             | Votes blancs             | 946          | 2,41         | 970         | 2,38        |
| Votes nuls               | Votes nuls               | Votes nuls               | Votes nuls               | 559          | 1,42         | 646         | 1,59        |
| Total                    | Total                    | Total                    | Total                    | 39 247       | 100          | 40 726      | 100         |
| Abstention               | Abstention               | Abstention               | Abstention               | 28 120       | 41,74        | 26 643      | 39,55       |
| Inscrits / participation | Inscrits / participation | Inscrits / participation | Inscrits / participation | 67 367       | 58,26        | 67 369      | 60,45       |

#### Quatrième circonscription
Député sortant : Jacqueline Dubois (La République en marche). Du fait de l'investiture par son parti de Jérôme Peyrat (avant que celui-ci se retire), elle se présente en dissidente sous l'étiquette Alliance centriste.
| Candidat                 | Candidat                  | Parti et coalition       | Nuance                   | Premier tour | Premier tour | Second tour | Second tour |
| Candidat                 | Candidat                  | Parti et coalition       | Nuance                   | Voix         | %            | Voix        | %           |
| ------------------------ | ------------------------- | ------------------------ | ------------------------ | ------------ | ------------ | ----------- | ----------- |
|                          | Sébastien Peytavie,       | G.s (NUPES)              | NUP                      | 12 787       | 26,08        | 24 233      | 55,52       |
|                          | Jacqueline Dubois         | AC (ÉMP)                 | DVC                      | 9 958        | 20,31        | 19 445      | 44,48       |
|                          | Ludivine Le Berre         | RN                       | RN                       | 8 624        | 17,59        |             |             |
|                          | Christian Teillac         | PS diss.                 | DVG                      | 6 671        | 13,61        |             |             |
|                          | Basile Fanier             | LR (UDC)                 | LR                       | 6 102        | 12,45        |             |             |
|                          | Anne-Laure Maleyre        | REC                      | REC                      | 1 511        | 3,08         |             |             |
|                          | Stéphane Roudier,         | POC (R&PS)               | REG                      | 1 254        | 2,56         |             |             |
|                          | Frédérique Rouyard Lignon | LP (UPF)                 | DSV                      | 732          | 1,49         |             |             |
|                          | Laurence Trapy-Joinel     | PA                       | ECO                      | 725          | 1,48         |             |             |
|                          | Nécati Yildirim           | LO                       | DXG                      | 367          | 0,75         |             |             |
|                          | Éric Garnier              | SE                       | DVG                      | 290          | 0,59         |             |             |
|                          |                           |                          |                          |              |              |             |             |
| Votes valides            | Votes valides             | Votes valides            | Votes valides            | 49 021       | 97,22        | 43 678      | 89,08       |
| Votes blancs             | Votes blancs              | Votes blancs             | Votes blancs             | 839          | 1,66         | 3 231       | 6,59        |
| Votes nuls               | Votes nuls                | Votes nuls               | Votes nuls               | 564          | 1,12         | 2 126       | 4,34        |
| Total                    | Total                     | Total                    | Total                    | 50 424       | 100          | 49 035      | 100         |
| Abstention               | Abstention                | Abstention               | Abstention               | 39 369       | 43,84        | 40 758      | 45,39       |
| Inscrits / participation | Inscrits / participation  | Inscrits / participation | Inscrits / participation | 89 793       | 56,16        | 89 793      | 54,61       |